# Église de Santa Ana (Manille)
La paroisse de Notre-Dame des Abandonnés (espagnol : Parroquia de Nuestra Señora de los Desamparados), également connue comme l'église de Santa Ana, est une église des Philippines située dans le district de Santa Ana dans la ville de Manille. 
La paroisse a été créée par les missionnaires franciscains en 1578 et placée sous le patronage de Sainte Anne. L'actuelle église a été construite par le Père Vicente Inglés, un franciscain, entre 1720 et 1725 et dédiée à Notre-Dame des Abandonnés. L'église abrite deux trésors culturels nationaux, le musée de Santa Ana installé dans le patio du couvent et le Camarín (vestiaire) de la Vierge.
L'église a été élevée au rang de Sanctuaire national le 25 janvier 2020 par la 120e assemblée plénière de la Conférence des évêques des Philippines. 

## Historique
La ville de Santa Ana a été fondée par les missionnaires franciscains espagnols  en 1578. La première église, dédiée à Sainte Anne, était construite en bambou et en palmier d'eau. En 1599 un décret du gouvernement permit de construire une église en pierre, mais la construction ne commença qu'en 1720 sous la direction du prêtre paroissial de Santa Ana, le frère Vicente Inglés. La nouvelle église fut dédiée à Notre-dame des Abandonnés pour qui le Frère Vicente Inglés avait une dévotion particulière et la construction fut achevée en 1725.
L'église de Santa Ana servit de baraquements pour les soldats américains blessés pendant la guerre américano-philippine en 1899 et échappa aux bombes pendant la Seconde guerre mondiale.

## Architecture et éléments remarquables
L'église est de style baroque. Elle est en forme de croix latine est orientée nord-sud, avec l'entrée principale au nord. L'entrée est flanquée de niches contenant les statues de sainte Anne et de saint Joachim, les parents de la Vierge Marie. Sur le côté droit de la structure se trouve le clocher, à quatre étages et de forme octogonale.

### Retable
Derrière l'autel principal se trouve un grand retable de style baroque churrigueresque orné de peintures de saints franciscains. Au deuxième niveau et au centre du retable se trouve une niche octogonale contenant la statue de Notre-Dame des Abandonnés, dont la partie avant donne sur la nef et la partie arrière sur le Camarín de la Vierge.

### Camarín de la Vierge
Le Camarín de la Vierge est une petite chapelle située derrière la niche de la statue de Notre-Dame des abandonnée.  Le Camarín de la Vierge a été construit en même temps que l'église, et est remarquable par ses peintures du XVIIIe siècle.

### Pozo de la Vierge
Derrière l'église de Santa Ana se trouve la Capillita de la Virgen del Pozo (petite chapelle de la Vierge du puits). Elle abrite un puits dont l'eau aurait des propriétés curatives. La date exacte de sa construction est inconnue mais elle date probablement du XVIIIe siècle.

### Couvent et patio
Le couvent date de la même époque que l'église et a été également construit sous la direction du frère Vicente Inglés. En 1966 des fouilles archéologiques ont eu lieu dans le patio et la cour de l'église et ont permis de mettre au jour 71 sépultures. Les sépultures datent du XI-XIVe siècle d'après les céramiques chinoises qui les accompagnaient et seraient liées au royaume de Namayan. À la suite de cette découverte un musée a été construit dans la patio. Le musée a obtenu le titre de trésor culturel national en 1973

## Galerie

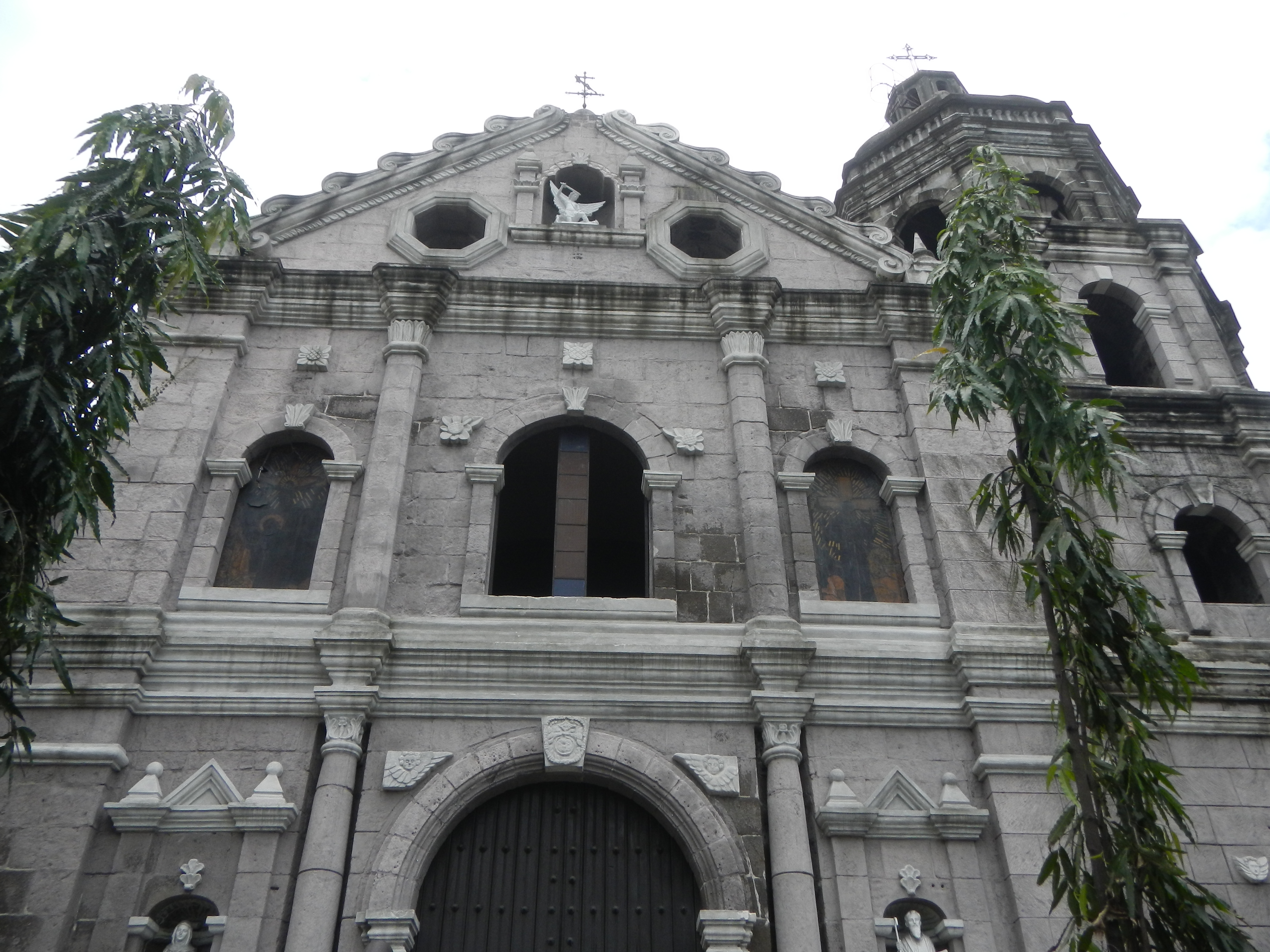
façade de l'église de Santa ana
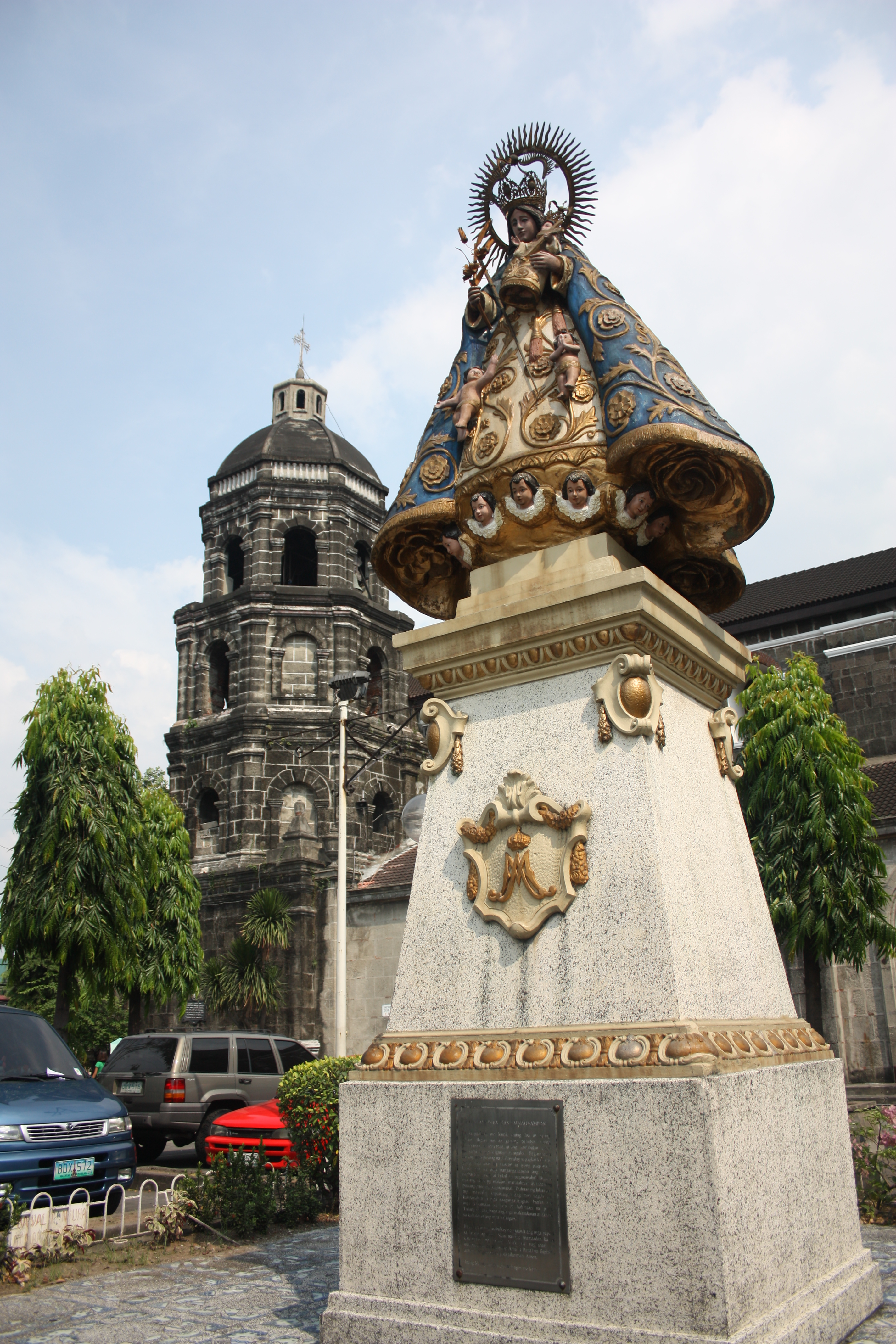
Statue de Notre-Dame des Abandonnés à l'extérieur de l'église
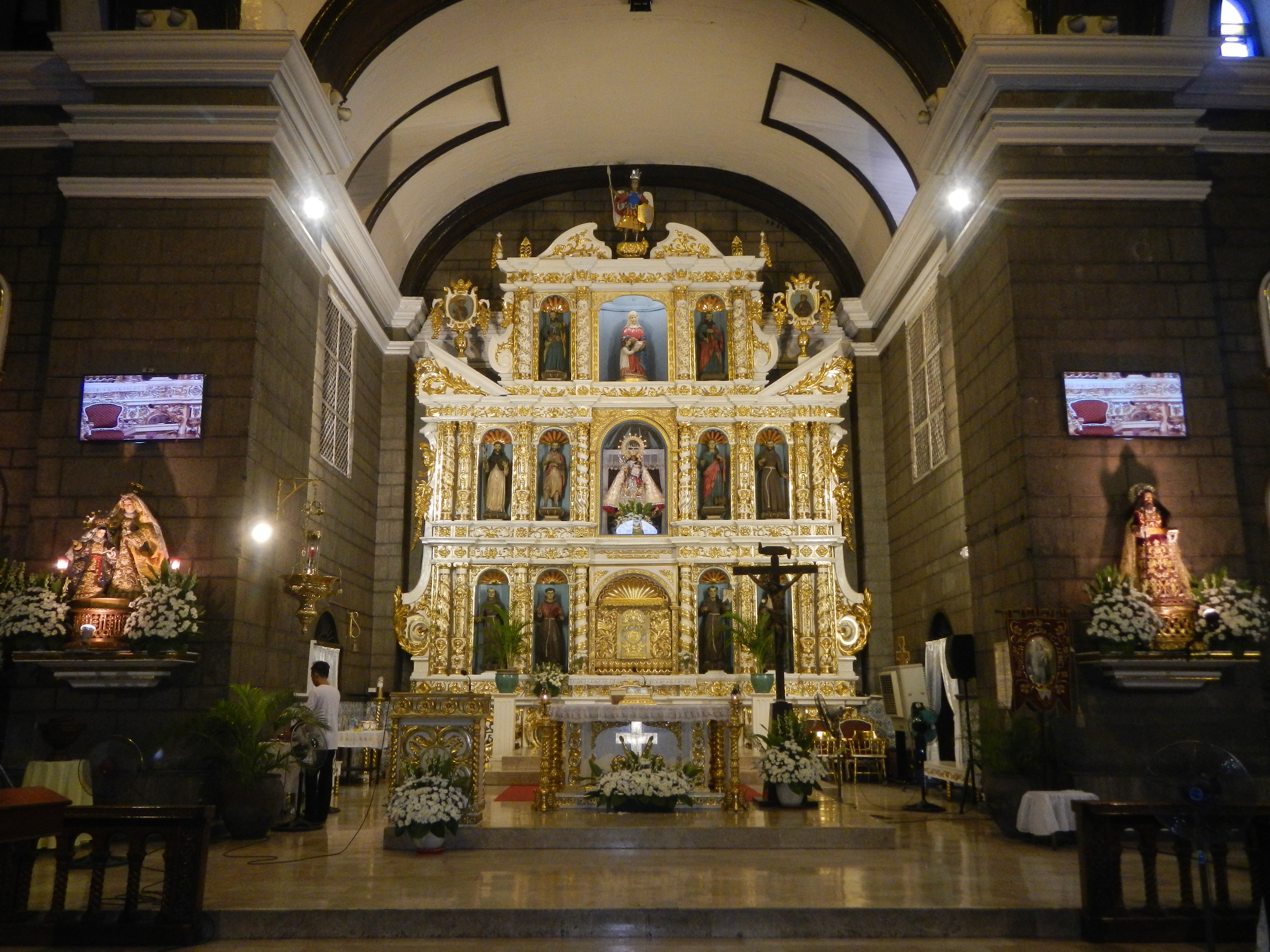
Retable à l'intérieur de l'église